# 쇼리 (유튜버)
쇼리(본명: 서애진, Showry, Syori)는 대한민국의 희극 배우이자 브이로거이다. 페이스북 홈페이지에 100만여 시청자를 기록한 쇼리는 유튜브 비디오를 통해 먹방 트렌드를 패러디한다.
쇼리는 "더 쇼리 쇼"(The Showry Show)라는 타이틀로 유튜브 코미디 영상도 만들고 있다. 2018년 9월 기준으로 쇼리의 구독자 수는 13,500명 이상이며, 시청 수는 255,000 이상이다.